# 开瓶器

使用开瓶器

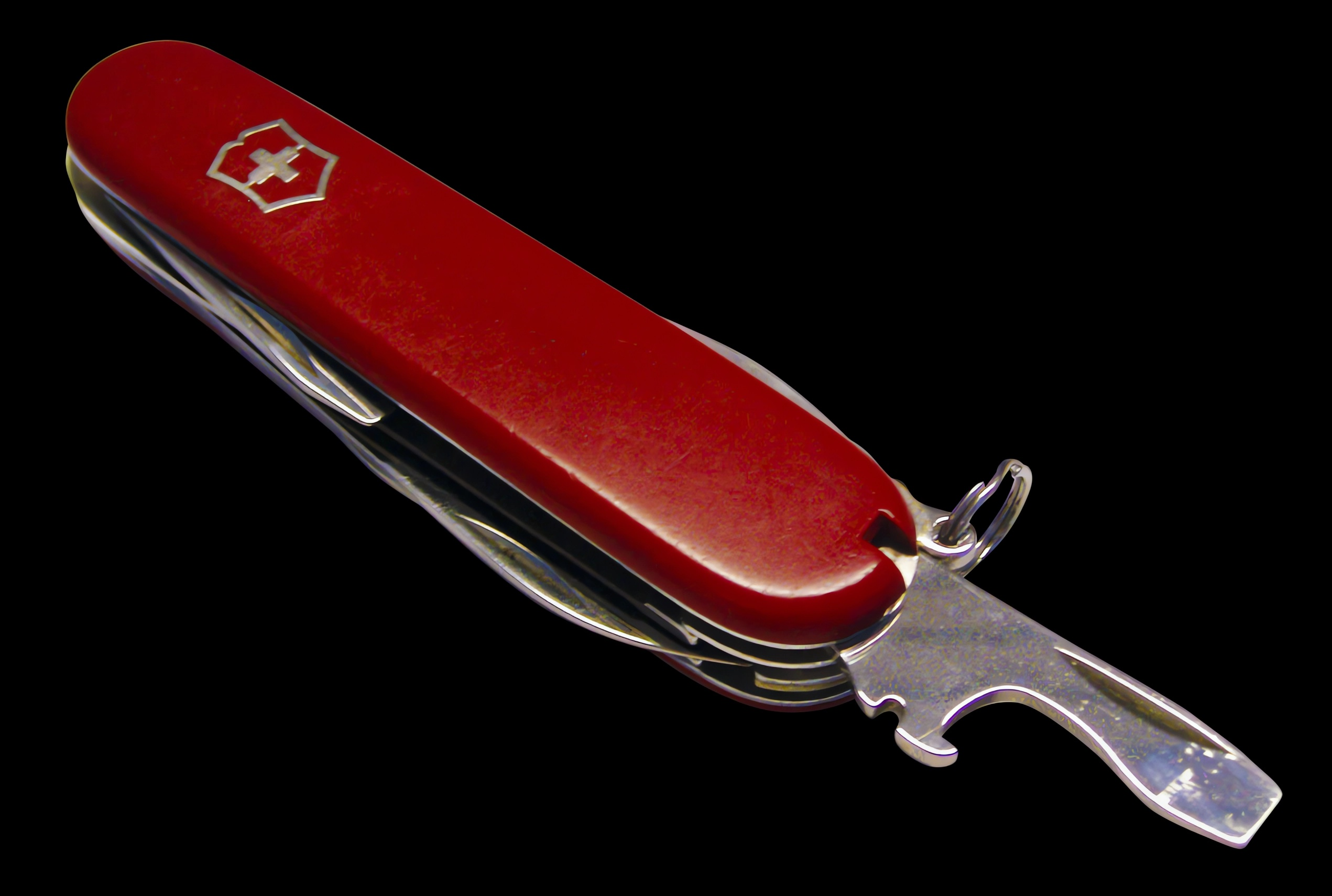
维氏瑞士军刀上的开瓶器

开瓶器通常是指用于打开皇冠式瓶盖的工具。广义上，也可以包括用于拔出葡萄酒瓶软木塞的开塞钻。
开瓶器的一般使用原理为第二类杠杆：开瓶器的远端位于瓶盖顶端作为支点，抗力点位于瓶盖边缘，然后向上施力以翘起瓶盖，主要用於開啟汽水或啤酒的瓶蓋。不过，亦可将开瓶器作为第一类杠杆使用。此时开瓶器的远端位于瓶盖边缘而非顶端，需要向下施力以翘起瓶盖。这种情况下虽然施力臂更短，但向下施力对人而言更为容易。
开瓶器有各种设计样式，特殊的包括三角头开瓶器（churchkey）、速度开瓶器（speed opener）、挂墙开瓶器等。